# Серохохлая синица
Серохохлая синица (лат. Lophophanes dichrous) — вид небольших птиц семейства синицевых (Paridae). Выделяют четыре подвида. Ранее вид относили к роду Parus.
Встречается в Бутане, Китае, Пакистане, Индии, Мьянме и Непале. Её среда обитания — умеренные леса и субтропические или тропические влажные горные леса.